# Shichi-Go-San
Shichi-Go-San (七五三 nghĩa đen là "Bảy-năm-ba") là một nghi lễ chuyển đổi và ngày lễ hội truyền thống ở Nhật Bản cho các bé gái lên ba và bảy tuổi và các bé trai lên năm tuổi, được tổ chức hằng năm vào ngày 15 tháng 11 để kỷ niệm sự phát triển khoẻ mạnh và bình an của trẻ nhỏ. Vì đây không phải là một ngày lễ quốc gia, lễ hội này nói chung thường được thực hiện vào dịp cuối tuần gần nhất trước đó.

## Lịch sử

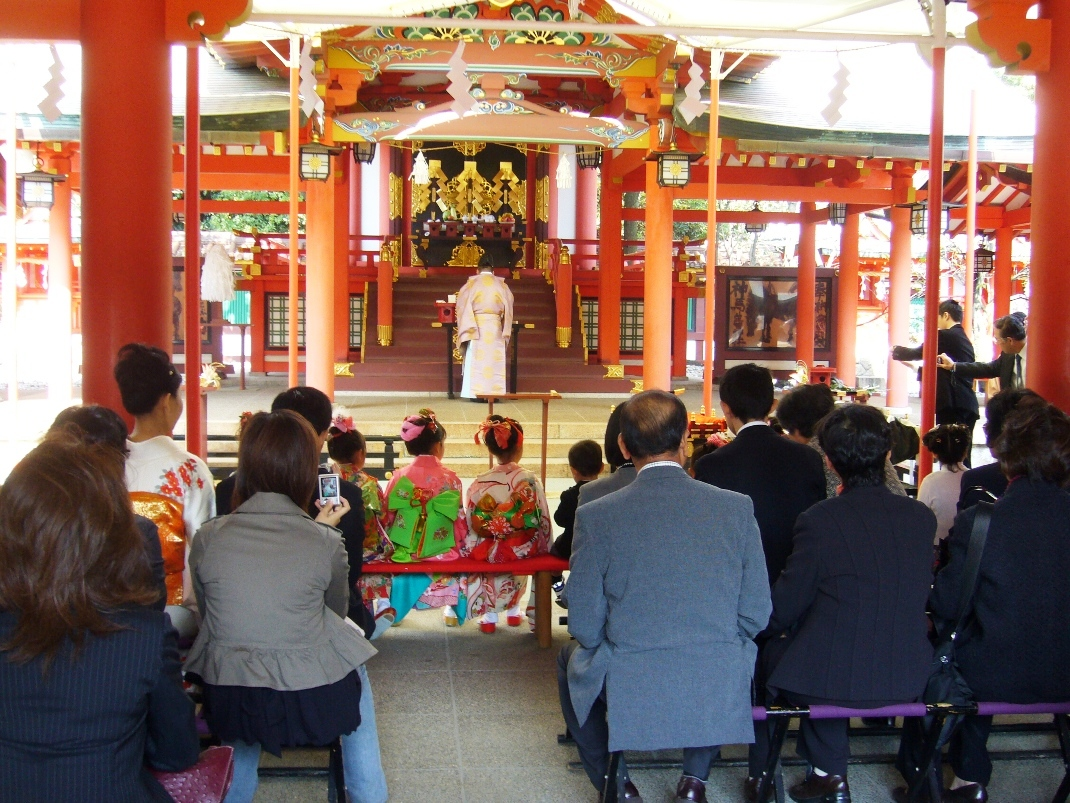
Nghi lễ Shichi-Go-San ở một đền thờ

Shichi-Go-San được cho là có nguồn gốc từ thời kỳ Heian trong số những quý tộc triều đình kỷ niệm sự chuyển đổi giai đoạn của trẻ sang tuổi thiếu niên. Lứa tuổi 3, 5 và 7 tuổi đều nhất quán với thần số học trong văn hoá Đông Á, vốn cho rằng số lẻ mang ý nghĩa may mắn. Tập quán này đã được ấn định vào ngày mười lăm của tháng trong suốt thời kỳ Kamakura.
Theo thời gian, truyền thống này được chuyển lại cho tầng lớp samurai, thêm vào một số nghi lễ. Trẻ em—những bé lên đến ba tuổi theo truyền thống thường được yêu cầu cạo đầu—được cho phép nuôi tóc dài. Các bé trai năm tuổi có thể mặc hakama lần đầu tiên, trong khi bé gái lên bảy tuổi sẽ thay loại dây băng đơn giản mà chúng dùng để thắt kimono sang loại obi truyền thống. Vào thời kỳ Minh Trị, tập tục này được thường dân tiếp nhận, và bao gồm nghi lễ hiện đại là viếng thăm một đền thờ để xua đuổi ma quỷ và cầu cho cuộc sống lành mạnh lâu dài.

## Tập tục hiện tại
Truyền thống này đã thay đổi rất ít kể từ thời kỳ Minh Trị. Trong khi lễ nghi về tóc đã bị loại bỏ, các bé trai lên năm hoặc bảy tuổi, và các bé gái lên ba hoặc bảy tuổi vẫn được mặc kimono—với nhiều bé đây là lần đầu tiên—để đến viếng thăm đền thờ. Các bé gái lên ba thường mặc hifu (một loại áo gi lê đệm trong) với kimono. Nhiều bé cũng được mặc các trang phục trang trọng theo phong cách phương Tây. Một hoạt động hiện đại hơn là nhiếp ảnh, và ngày này được biết đến là ngày để chụp ảnh cho trẻ em. Một số gia đình thực hiện nghi lễ dựa theo cách thức tính tuổi truyền thống, hay kazoedoshi, trong đó trẻ em được tính là một tuổi từ lúc chào đời, và được tính tròn một năm tuổi vào mỗi dịp Tết Nguyên đán.

## Chitose ame

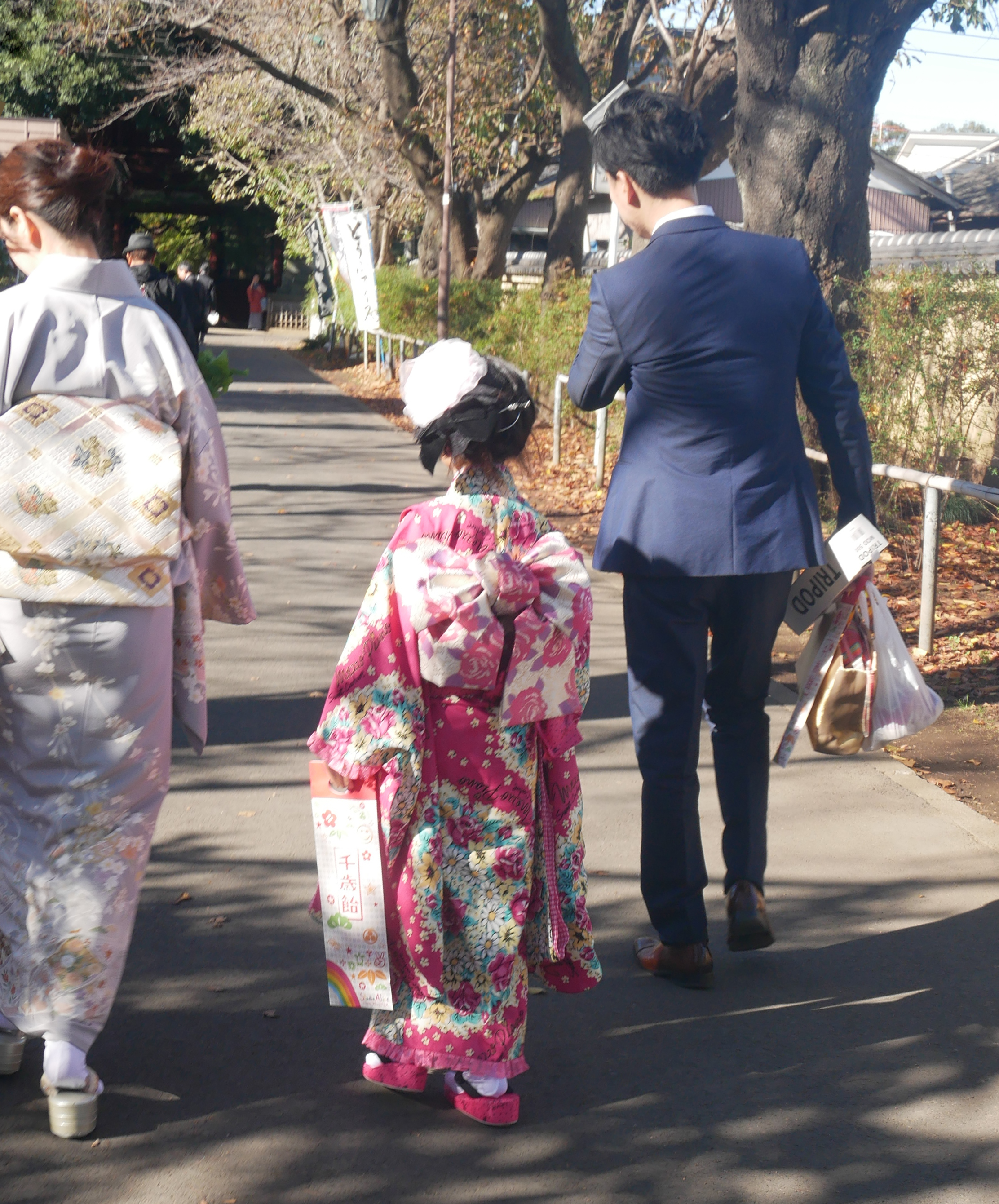
Bé gái mặc kimono và cầm bao dài đựng kẹo Chitose ame

Chitose ame (千歳飴), nghĩa đen là "kẹo ngàn năm tuổi", là quà tặng cho trẻ em vào dịp Shichi-Go-San. Chitose ame là một loại kẹo dài, mảnh màu đỏ và trắng, tượng trưng cho sự phát triển khỏe mạnh và trường thọ. Nó được tặng trong một cái bao có trang trí hình một con hạc và một con rùa, tượng trưng cho cuộc sống lâu bền ở Nhật Bản. Chitose ame được gói trong một loại giấy dướng mỏng, sạch và trong suốt và có thể ăn được, trông giống như nhựa.